# Санктпетербуршки парадокс
Санктпетербуршки парадокс или Санктпетербуршка лутрија је парадокс који се односи на могућности и теорије одлуке у економији. Заснива се на одређеној (теоретској) игри на срећу која води до случајних променљивих са бесконачном очекиваном вредношћу, али ипак изгледа да се исплати само малом броју учесника. Санктпетербуршки парадокс је ситуација где наивна одлука критеријума који узима у обзир само очекивану вредност предвиђа ток акције коју вероватно ниједна особа не би могла да преузме. Неколико одлука је могуће.
Парадокс носи име по својој одлуци од Данијела Бернулија, становника истоименог руског града, који је објавио своје аргументе у Коментари царске академије наука Санкт Петербурга (Bernoulli 1738). Ипак проблем је изумео Данијелов брат Николас Бернули који је то први изјавио у писму Пјеру Ремон де Монмору, 9. септембра 1713. (de Montmort 1713).

## Парадокс
Казино нуди игру избора за једног играча у којој се баца новчић у свакој фази. Улог почиње са 2 долара и дуплира се сваки пут када се појави глава. Први пут када се појави писмо, игра се завршава и играч осваја улог. Тако да играч осваја 3 долара ако се појави писмо при првој бацању, 4 долара ако се при првом бацању појави глава, а при другом писмо, 8 долара ако се глава појави при прва два бацања, а при трећем писмо, 16 долара ако се глава појави при прва три бацања, а при четвртом писмо и тако даље. Укратко, играч осваја 2k долара, где је k број бацања (k мора бити цео број и већи од нуле). Колика је поштена цена да се плати казину за улазак у игру?
Да би се на ово одговорило, мора да се размотри која би била просечна исплата: са шансом 1/2, играч осваја 2 долара; са шансом 1/4, играч осваја 4 долара; са шансом 1/8, играч осваја 8 долара и тако даље. Очекивана вредност је:
{\displaystyle E={\frac {1}{2}}\cdot 2+{\frac {1}{4}}\cdot 4+{\frac {1}{8}}\cdot 8+{\frac {1}{16}}\cdot 16+\cdots }
Претпостављајући да игра може да се настави све док је резултат бацања глава и да казино има неограничена средства, ова сума расте без граница и тако очекивани добитак за поновљену игрује бесконачна количина новца. Узимајући у обзир само очекивану вредност промене курса у нечијем новчаном богатству, треба зато играти игру по сваку цену ако има прилику. Ипак, у објављеним описима игре, много људи је изразило неверицу као резултат. Мартин цитира Ијана Хакинга и каже "Неколико нас је платило чак 25 долара да би ушли у игру" и већина коментатора се сложила.  Парадокс је противречност између онога што су људи спремни да плате да уђу у игру и бесконачне очекиване вредности.

## Решења
Предложено је неколико приступа за решење парадокса.

### Очекивана корисна теорија
Класична резолуција парадокса укључује експлицитно увођење корисне функције, очекиване корисне хипотезе , као и претпоставке маргиналне корисности новца.
Према речима Данијела Бернулија
Одређивање вредности ставке не мора да се заснива на цени, него на корисност која генерише .... Нема сумње да је добит од хиљаду дуката важнија сиромаху него богаташу иако су добили исти износ.
Заједнички корисни модел, предложен је од стране самог Бернулија, је логаритамска функција логаритамска функција U(w) = ln(w) (позната као “log utility”). То је функција укупног богатства w коцкара, а концепт смањења маргиналне корисности новца је уграђен у њега. Очекивана корисна хипотеза претпоставља да функција корисности постоји као очекивање промена које су добар критеријум за понашање стварних људи. За сваки могући догађај, промена у корисности ln(богатство након догађаја) - ln(богатство пре догађаја) тежиће од вероватноће тог догађаја који је уследио. Нека је с трошак терета да уђе у игру. Очекивана корисност лутрије сада конвергира ка коначним вредностима:
{\displaystyle E(U)=\sum _{k=1}^{\infty }{\frac {(\ln(w+2^{k-1}-c)-\ln(w))}{2^{k}}}<\infty \,.}
Ова формула даје имплицитни однос између богатства коцкара и колико би требало да буде спреман да плати да игра (конкретно, било које с даје позитивну очекивану корисност). На пример, са логатирмом корисности милионер треба да буде спреман да плати и до $ 10.94, особа са $ 1000 треба да плати до $ 5.94, особа са $ 2 треба да плати до $ 2, и лице са $ 0.60 треба да позајми $ 0.87 и плати до $ 1.47 .
Пре него што је Данијел Бернули објавио,  1728., други швајцарски математичар, Габријел Крамер, је већ нашао неке делове ове идеје (исто мотивисан Санктпетербушким парадоксом) наводећи да
математичари процењују да је новац у сразмери са количином, а људи здравог разума су у сразмери са употребом да они могу направити то.
Он је то објаснио Николасу Бернулију у писму  да квадратни корен функција описује смањивање маргиналне користи добитака које може да реши проблем. Међутим, за разлику од Данијела Бернулија, није узео у обзир укупно богатство лица, већ само добитак од лутрије.
Ово решење Крамера и Бернулија, међутим, није у потпуности задовољавајуће, јер лутрија може лако да се промени на начин што се парадокс поново појављује. У том циљу, ми само треба да променимо игру тако да даје још већу исплату {\displaystyle e^{2^{k}}}. Опет, игра би требало да има неограничени износ. Уопштено говорећи, може се наћи лутрија која одговара варијанти Санктпетербуршком парадоксу за сваку неограничену функцију корисности, на шта је први указао Менгер (Menger 1934).
Недавно, очекивана теорија корисности је продужена да би се дошло до више одлука понашања модела. У некој од ових нових теорија, као и у кумулативној теорији будућности, Санктпетербуршки парадокс се поново појављује у неким случајевима, чак и када је функција корисности конкавна али не ако је ограничена (Rieger & Wang 2006).

### Вероватноћа отежавања
Сам Николас Бернули је предложио алтернативну идеју за решавање парадокса. Он је претпоставио да ће људи занемарити неочекиване догађаје (de Montmort 1713). Пошто у Санктпетербуршкој лутрији само невероватни догађаји дају високе награде које доводе до бескрајно очекиване вредности, то би могло да реши парадокс. Идеја вероватноће поново се појављује много касније у раду на теорији проспекта од Данијела Канемана и Амоса Тверског. Међутим, њихови експерименти показују да, напротив, људи имају тенденцију да повећају малу вероватноћу догађаја. Стога предложено решење Николаса Бернулија се данас не сматра задовољавајућим.
Кумулативна теорија могућности је једна популарна генерализација очекиване комуналне теорије која може да предвиди многе правилности у понашању (Tversky & Kahneman 1992). Међутим, повећање малих вероватноћа догађаја уведених у кумулативну теорију проспекта могу се вратити Санктпетербушком парадоксу. Кумулативна теорија перспективе избегава Санктпетербушки парадокс само када је снага коефицијента функције корисности нижа од снаге коефицијента у функцији вероватноће (Blavatskyy 2005). Интуитивно, услужна функција не сме бити само конкавна, али мора бити конкавна у односу на функцију вероватноће да се избегне Санктпетербушки парадокс.

### Одбијање математичког очекивања
Разни аутори, укључујући Жана ле Рон д'Аламбера и Џона Мајнард Кејнса, су одбацили максимизацију очекивања (чак и корисности), као правилно правило понашања. Кејнс је посебно инсистирао да релативни ризик алтернатива буде довољно висок да одбије чак кад су његова очекивања огромна.

### Одговор узорковањем
Постоји један математички исправан одговор Вилијама Фелера (добијен 1937. године). Довољно познавање теорије вероватноће и статистике потребно је да у потпуности разумеју Фелеров одговор. Међутим, може се интуитивно схватити јер користи технику "да играју ову игру са великим бројем људи, а да затим израчунају очекивање из узорка". Према овој техници, ако очекивање игре одступа, претпоставка да игра може да се игра у бесконачном времену је потребна и ако је број пута игре ограничен, очекивање конвергира у много мањој вредности.

### Коначне Санктпетербуршке лутрије
Класична Санктпетербуршка лутрија претпоставља да казино има неограничене ресурсе. Ова претпоставка је нереална, посебно у вези са парадоксом, који укључује и реакције обичних људи на лутрији. Наравно, средства са стварним казином (или било који други потенцијални подржавалац лутрије) су ограничена. Што је још важније, очекивана вредност лутрије расте само логаритамски са средствима у казину. Као резултат тога, очекивана вредност лутрије, чак и када се игра против казина са највећим ресурсима реално замишљеним, је прилично скромна. Уколико укупна средства (или укупни максимални џекпот) у казину су  W долара, онда сам  L = floor(log2(W))  је максималан број пута колико казино може да игра пре него што више не покрива следећу опкладу. Очекивана вредност Е на лутрији тада постаје:
{\displaystyle {\begin{aligned}E&=\sum _{k=1}^{\infty }{\frac {1}{2^{k}}}\cdot \min(2^{k},W)\\&=\sum _{k=1}^{L}{\frac {1}{2^{k}}}\cdot 2^{k}~+~\sum _{k=L+1}^{\infty }{\frac {1}{2^{k}}}\cdot W\\&={L}~+~{\frac {W}{2^{L}}}\,\,.\end{aligned}}}
Следећа табела показује очекивану вредност Е у игри са разним потенцијалним банкарима и њиховим новчаним ресурсима W (са претпоставком да ако освојиш више него што банка има, бићете плаћени са оним што банка има):
| Банкар           | Банкарски ресурси | Очекивана вредност лутрије |
| Пријатељска игра | $100              | $7.5625                    |
| Милионер         | $1.000.000        | $20.90734                  |
| Милијардер       | $1.000.000.000    | $30.86264                  |
| Бил Гејтс (2015) | $79.200.000.000   | $37.15251                  |
| U.S. GDP (2007)  | $13.8 трилиона    | $44.57                     |
| World GDP (2007) | $54.3 трилиона    | $46.54                     |
| Googolaire       | $10100            | $333.14                    |

Рационална особа можда не сматра да је вредност лутрије скромне количине у горњој табели, што указује да наивна одлука модела очекиваног приноса доводи у суштини исте проблеме као и за бесконачне лутрије. Чак и тако, могућ раскорак између теорије и стварности је далеко мање драматичан.
Претпоставка безброј ресурса може да произведе и друге очигледне парадоксе у економији. У маргингалном клађењу система, коцкар се клади на бачени новчић и дуплира своју опкладу након сваког губитка, тако да  евентуална победа би покрила све губитке; у пракси, ово захтева да ресурси коцкара буду бескрајни. Коцкарева пропаст показује да коцкар игра негативну очекивану вредност игре и да ће на крају остати без новца, без обзира на његово клађење.

## Скорашње дискусије
Иако је овај парадокс стар три века, нови аргументи се још увек уводе.

### Самјуелсон
Самуелсон решава парадокс тврдећи да, чак и ако је неки ентитет имао бесконачне ресурсе, игра никада неће бити у понуди. Ако лутрија представља бесконачни очекивани добитак играчу, онда такође представља бесконачни очекивани губитак домаћину. Нико не може посматрати плаћање игре, јер никада не би био у понуди. Како Пол Семјуелсон описује аргумент:
Пол никада неће бити спремни да дају онолико колико ће Петар потражња за таквог уговора; а самим тим и показал активност ће се одржати на нивоу равнотеже нулте интензитета.(Samuelson 1960)

### Питерс
Оле Питерс сматра да се Санктпетербуршки парадокс може решити помоћу концепата и идеја из теорије Ергодиц (Peters 2011a). У статистичкој механици то је централни проблем да се схвати да су просеци резултата дугог посматрања једног система еквивалентни очекиваној вредности. То је случај само за веома ограничене класе система који се зове "ергодик". За не-ергодик систем не постоји општи разлог зашто очекиване вредности не треба да има никакву релевантност.
Питерс истиче да обрачун наивно очекиване исплате је математички еквивалентан с обзиром на вишеструке резултате исте лутрије у паралелним универзумима. То је ирелевантно за појединачно разматрање да ли да купим карту, јер он постоји само у једном универзуму и није у стању да размењују ресурсе са осталима. Стога је нејасно зашто количина очекиваног богатства треба доведе до теорије здраве одлуке. Заиста, Санктпетербуршки парадокс је само парадокс, ако прихвати премису да рационални актери настоје да максимално повећају своје очекивано богатство. Класична резолуција је применити употребну функцију богатства, што одражава идеју да "корист" од износа новца зависи од тога колико тога једна већ има, а онда се максимално повећа очекивање. Избор функције корисности је често урамљена у смислу склоности ка ризику појединца и може да варира од особе до особе: стога нуди самовољни оквир за лечење проблема.
Алтернатива премиса, која је мање произвољна  коју чини мање претпоставки, је да перформансе током времена инвестиције боље карактеришу инвеститора и, самим тим, боље информише своју инвестициону одлуку. У том случају, проток времена је укључен као идентификација количине интереса просечне стопе експоненцијалног раста богатства играча у једном колу лутрије,
{\displaystyle {\bar {g}}(w,c)=\sum _{k=1}^{\infty }p_{k}\ln \left({\frac {w-c+D_{k}}{w}}\right)}
по рунди, где је {\displaystyle D_{k}}  {\displaystyle k}ти (позитивна коначна) исплата, {\displaystyle p_{k}} је вероватноћа добитка, {\displaystyle w} је богатство играча, и {\displaystyle c} је цена карте. У класичној Санктпетербуршкој лутрији, {\displaystyle D_{k}=2^{k-1}} и {\displaystyle p_{k}=2^{-k}}.
Иако је ово очекивање вредност стопе раста, и тако може се посматрати у једном смислу као просек преко паралелних универзума, што је у ствари еквивалент просечној стопи раста време да би се добио ако се понови лутрије су играли током времена (Peters 2011a). While {\displaystyle {\bar {g}}} идентично стопи промене очекиваног логаритамској корисности, то је добијена без икаквих претпоставки о склоности ризику плејера или понашању, осим да је заинтересован за стопе раста његовог богатства.
Према овој парадигми, појединац са богатством {\displaystyle w} треба да купи карту са ценом {\displaystyle c}
{\displaystyle {\bar {g}}(w,c)>0.}
Ова стратегија саветује против плаћања било ког износа новца за карту која признаје могућност стечаја, односно
{\displaystyle w-c+D_{k}=0,}
за свако {\displaystyle k}, јер ово ствара негативни дивергентни алгоритам у износу  {\displaystyle {\bar {g}}} које се може видети да доминира за све остале услове у суми и гаранцији да {\displaystyle {\bar {g}}<0}. Ако претпоставимо да је најмања исплата {\displaystyle D_{1}}, онда ће појединац увек бити саветован да одбије карту по свакој већој цени
{\displaystyle c_{\mathrm {max} }=w+D_{1},}
без обзира на структурну исплату лутрије. Цена улазница за које очекивана стопа раста пада на нулу ће бити мања од {\displaystyle c_{\mathrm {max} }} , али може бити већа од {\displaystyle w}, указујући да позајмљивање новца за куповину карте за већи износ од нечијег богатства може бити здрава одлука. То би био случај, на пример, где најмања исплата превазилази тренутно богатство играча, као што то чини у Менџер игри.
Такође треба напоменути у горњем поступку који, за разлику од Менџерове анализе, у лутрији може генерисати парадокс чије је време резолуција - или, еквивалентно, Бернулијева или Лапласова логаритамска резолуција - не могу да реше, јер увек постоји цена на којој лутрију не треба почети, иако за посебно повољне лутрије ово може бити већи од нечије вредности.

## Даље дискусије
Санктпетербуршки парадокс и теорија маргиналне корисности су веома спорне у прошлости. За расправу са тачке гледишта једног филозофа, погледајте (Martin 2004).